# 異相双四角台塔
異相双四角台塔（いそうそうしかくだいとう、Square gyrobicupola）とは、29番目のジョンソンの立体で、二つの正四角台塔(J4)の底面同士を、三角形の面が四角形の面と隣り合うように貼りあわせた形である。

## 関連図形
| 正四角台塔 （半分に割る）           | 同相双四角台塔 （片側を45°回す）    | 異相双四角台塔柱 （間に角柱を追加）     |
| 双四角台塔反柱 （間に反角柱を追加） | 立方八面体 （台塔の角の数を減らす） | 異相双五角台塔 （台塔の角の数を増やす） |